# Babes (serie televisiva 1990)
Babes  è una serie televisiva statunitense in 22 episodi trasmessi per la prima volta nel corso di una sola stagione dal 1990 al 1991.
È una sitcom incentrata sulle vicende di tre sorelle in sovrappeso (Charlene, Marlene e Darlene Gilbert) tra il lavoro, le relazioni, il tentativo di creare una famiglia e la vita quotidiana nell'appartamento in cui convivono a New York.

## Personaggi e interpreti
- Charlene Gilbert (22 episodi, 1990-1991), interpretata da Wendie Jo Sperber.
- Marlene Gilbert (22 episodi, 1990-1991), interpretata da Lesley Boone.
- Darlene Gilbert (22 episodi, 1990-1991), interpretata da Susan Peretz.
- Ronnie Underwood (7 episodi, 1990), interpretato da Rick Overton.
- Mrs. Florence Newman (5 episodi, 1990-1991), interpretata da Nedra Volz.
- Allison (2 episodi, 1990-1991), interpretata da Donna Ponterotto.
- Bob (2 episodi, 1990), interpretato da Basil Hoffman.
- Wilbur (2 episodi, 1990), interpretato da Brandon Maggart.

## Produzione
La serie, ideata da Gail Parent e Tracey Jackson, fu prodotta da Sandollar Productions e 20th Century Fox Television con la produzione esecutiva di Dolly Parton (guest star nel ruolo di se stessa nel 15º episodio, Hello, Dolly). Le musiche furono composte da Steven Orich.

### Registi
Tra i registi sono accreditati:
- Michael Lessac in 9 episodi (1990)
- Howard Murray in 8 episodi (1990-1991)
- Don Corvan in 2 episodi (1990-1991)
- Art Dielhenn in 2 episodi (1991)

### Sceneggiatori
Tra gli sceneggiatori sono accreditati:
- Rick Copp in 4 episodi (1990-1991)
- David A. Goodman in 4 episodi (1990-1991)
- Tracey Jackson in un episodio (1990)
- Gail Parent in un episodio (1990)
- Stephen Sustarsic

## Distribuzione
La serie fu trasmessa negli Stati Uniti dal 13 settembre 1990 al 10 agosto 1991  sulla rete televisiva Fox. In Italia è stata trasmessa con il titolo Babes. È stata distribuita anche in Francia dall'8 settembre 1991 con il titolo Jamais deux sans trois.

## Episodi
| Stagione       | Episodi | Prima TV USA | Prima TV Italia |
| -------------- | ------- | ------------ | --------------- |
| Prima stagione | 22      | 1990-1991    |                 |